# 200EC7 LATTICE
200EC7 LATTICEとは、株式会社ハムスターのMajor Wave シリーズ作品のシューティングゲームである。
開発はnousite.incによって行われている。なお、サウンドデザインは細野晴臣が担当している。

## システム
一人称視点でレールの上を高速で直進し、障害物を破壊しながら3つのゲートを通過することによってステージクリアとなる。ゲートは必ず青、緑、赤の順番で通過することになっており、それぞれゲートを通過するには“キー”が必要になる。キーはそれが入ったカプセルを破壊することによって入手することができ、カプセル破壊すると自動的に取得される。

## 登場アイテム

### 武器アイテム
レール上に2個、または3個配置されており、赤色の六角形（アンチバリアに限り緑色の六角形）の板状の形をしている。なんらかの攻撃を当てるか、体当たりすることによって取得できる。現在持っている武器と同じ武器を取得した場合は取得した分だけストックされ、使い切るまではいつでも使用することが出来る。なお、ストックされている武器と違う武器を入手されると今までストックしていた武器は全てなくなり、新しく手に入った武器に置き換わる。
- ホーミング（ブロック系には無効）

威力を増幅した通常攻撃を6発発射し、敵を追尾して攻撃する。
- ランダム（ブロック系には無効）

通常攻撃を広範囲に高速連射する。的の大きなカプセルの破壊や、シールドを張っていない中ボスなどに効果的。
- ボム（ブロック系には無効）

目の前に大きなフィールドを展開し、そこを通過した敵全てにダメージを与える。少々癖があり、レールが折れ曲がったり触れたりする場所で使用するとフィールドを展開する位置がずれてしまい、狙いがずれることがある。
- スイープ

レール上にある障害物を一掃する。ブロック系にも有効ではあるが、レール上の敵しか破壊することができないため、空中に浮遊する敵には全く対応できない。
- パワー

前方の敵を一掃する。破壊力が非常に高く、中ボスのシールドさえ貫通してダメージを与えることができる。
- アンチバリア

ステージ3より登場するバリアを破壊するのに必要な武器。これを取得すると、通常の武器とは別枠にストックされるため、他の武器の取得によって取り消されることはなく、また他の武器を取り消すことはない。バリアを目の前にすると自動的にアンチバリアの切り替わる。

### 補助アイテム
- ジャンプユニット

ジャンプをするのに必要なユニットで、青い三角形の板状のアイテム。レールの上に配置されていたり、空中に配置されている。
- ハイジャンプユニット

ハイジャンプをするのに必要なユニット。紫色の六角形の板状のアイテム。レールの上に配置されているか、空中に配置されている。
- エネルギーユニット

取得すると即時にエネルギー残量を回復できる。黄色い六角形の板状のユニットで、レール上または空中に配置されている。
- スコアユニット

取得すると高得点を獲得できるユニット。カラフルな粒状の形状をしている。障害物を破壊した時より大きなスコアを手に入れることができる。

## 登場ボス
登場する中ボスはパーサーと呼ばれ、全部で5タイプ存在する。倒さなければ先に進めないボスも存在する。
- キャプチャ

プレイヤーを足止めして動けなくする。捕まっている間は後退もジャンプも出来なくなり、視点移動と攻撃以外はできなくなる。中には、足止めしてさらに風船弾で攻撃してくる個体もいる。攻撃されると逃げるように動くので、ホーミングやランダムがあると楽に倒せる。
- トライアングル

三角形が三つ並んだような形をした中ボスで、円状の弾を一定間隔で発射して攻撃をしてくる。シールドを貼ったりせず、攻撃も単純なため比較的倒しやすい。
- バブル

球形をした中ボス。風船弾を発射して攻撃してくる。なお、この風船弾は通常攻撃などで破壊することができるが、通常攻撃で対応できる以上の量を発射してくるので、回避した方が無難。
- シェル

三角錐を二つ重ねた殻の中に籠り、円形のコアから風船弾を発射して攻撃してくる。コアは小さく、狙いが定めにくく、殻は通常攻撃を全て無効化するので厄介な敵。
- ロンバス

三角形を重ねて作った菱形の殻の中に篭って、手裏剣形のコアから大量の高速弾を発射して攻撃をしてくる。高速弾を周囲に撒き散らすが、プレイヤーに向かって飛んでくるのは最後の1発のみで、こちらがジャンプしたりなどをしない限りは、途中の弾は当たらない。殻には通常攻撃が無効。